# Château de Fénelon

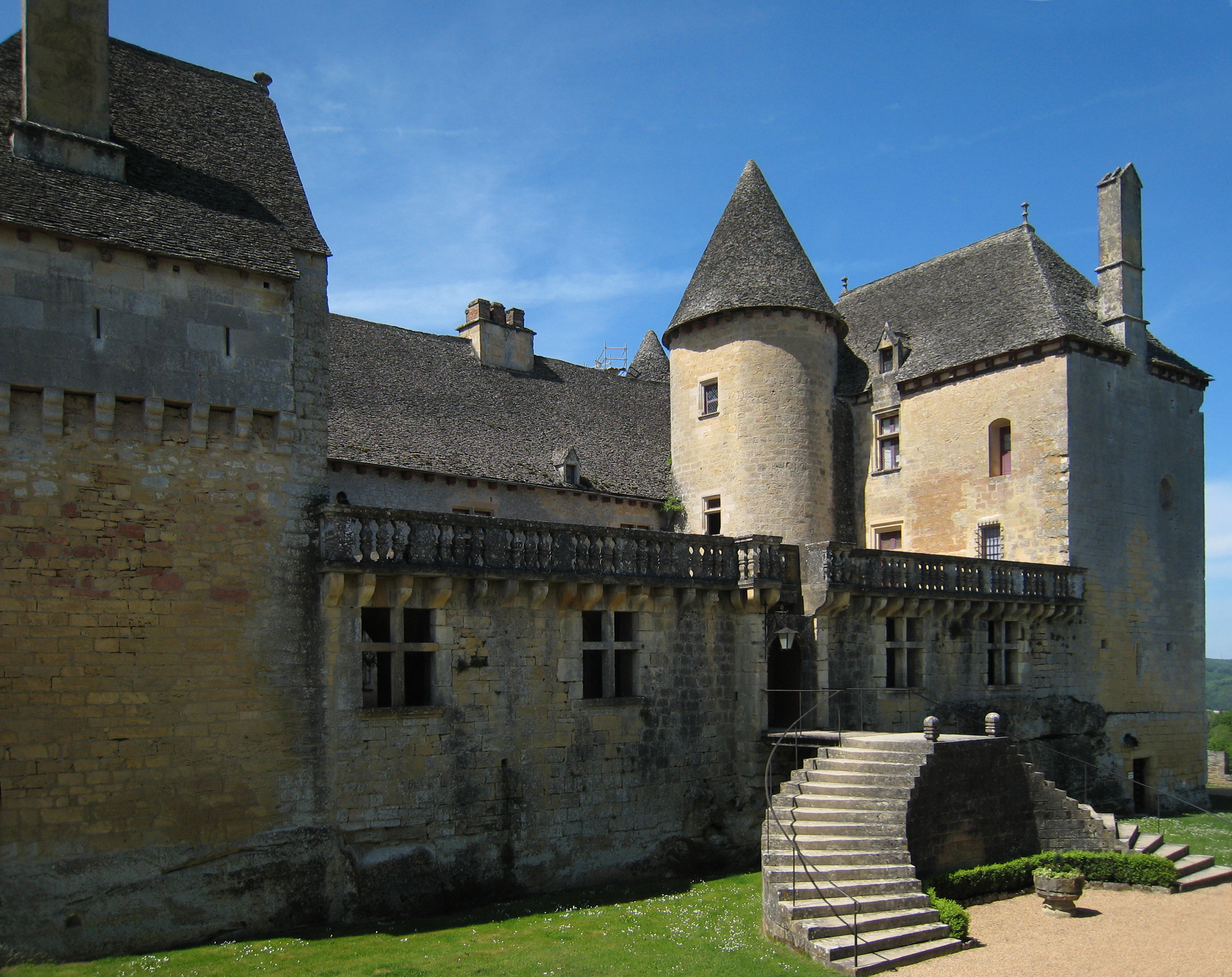
Château de Fénelon, Sainte-Mondane

O castelo de Fénelon é um castelo francês localizado na cidade de Sainte-Mondane, no departamento de Dordonha, na região de Nouvelle-Aquitaine. Foi construído no século XII e modificado nos séculos XIV, XVI e XVII.
O futuro arcebispo de Cambrai, François de Salignac de La Mothe-Fénelon dit Fénelon, nasceu no castelo em 1651.